# Jedwabno (Ermland-Mazurië)
Jedwabno (Duits: Jedwabno; 1938-45: Gedwangen) is een dorp in het Poolse woiwodschap Ermland-Mazurië, in het district Szczycieński. De plaats maakt deel uit van de gemeente Jedwabno.